# Myzomorphus sparsimflabellatus
Myzomorphus sparsimflabellatus là một loài bọ cánh cứng trong họ Cerambycidae.